# Bianca Williams
Bianca Williams, född den 18 december 1993, är en brittisk friidrottare.
Bianca Williams ingick i det brittiska stafettlag som tog brons på 4 x 100 meter vid VM 2023 och som tog silver på 4 x 100 meter vid OS 2024.